# Vasas flora och fauna
Vasas flora och fauna är en finlandssvensk indiepopgrupp bildad 2012 som  består av trion Mattias Björkas, Tina Kärkinen och Daniel Ventus. Vasas flora och fauna gör musik med texter som ofta berör hemtrakterna och dialekten i Vasa i Österbotten. Ursprungligen bestod Vasas flora och fauna av duon Mattias Björkas och Iiris Viljanen. Efter inspelningen av debutalbumet Släkt med Lotta Svärd hoppade Viljanen av medan Björkas fortsatte projektet med sångerskan Tina Kärkinen och pianisten Daniel Ventus.

## Bakgrund
Vasas flora och fauna bröt ny mark när man 2012 släppte låtarna "Nog var han en vän" och "Di tror int när jag säger". Det var första gången det gjorts allvarlig popmusik på österbottnisk dialekt. Låtarna fick god respons och ett album kom som en naturlig fortsättning på det påbörjade projektet. Mattias Björkas hade tidigare sjungit på engelska som solist i bandet Cats on Fire. Efter att i många år försökt göra musik på högsvenska var det först när han började skriva på den dialekt han var uppvuxen med som det fungerade.
Beslutet att skriva på dialekt styrde också låtarnas tema. Det var inte tänkt att debutalbumet Släkt med Lotta Svärd skulle bli ett konceptalbum, men låttexterna fick fäste i Björkas ungdom, inte bara geografiskt i hemstaden Vasa utan även med allusioner till 1990-talets hardcorepunk och straight edge som kom till Vasa från Umeå.
Traditionellt har österbottniska musiker sjungit med ett rikssvenskt språkljud och dialekten har använts som uttrycksmedel för humor. Vasabladets kulturredaktör Patrik Back framhöll distans och perspektiv som något sunt och spekulerade i att det är lättare att som musiker använda humorn som verktyg om man dagligen rör sig i den miljö man skriver om.
Björkas är uppväxt i stadsdelen Gerby i Vasa och Viljanen i Tölby utanför Vasa.  Som 19-åring flyttade Björkas till Åbo och hamnade sedan i Sverige. Viljanen flyttade till Stockholm 2006.

## Splittring

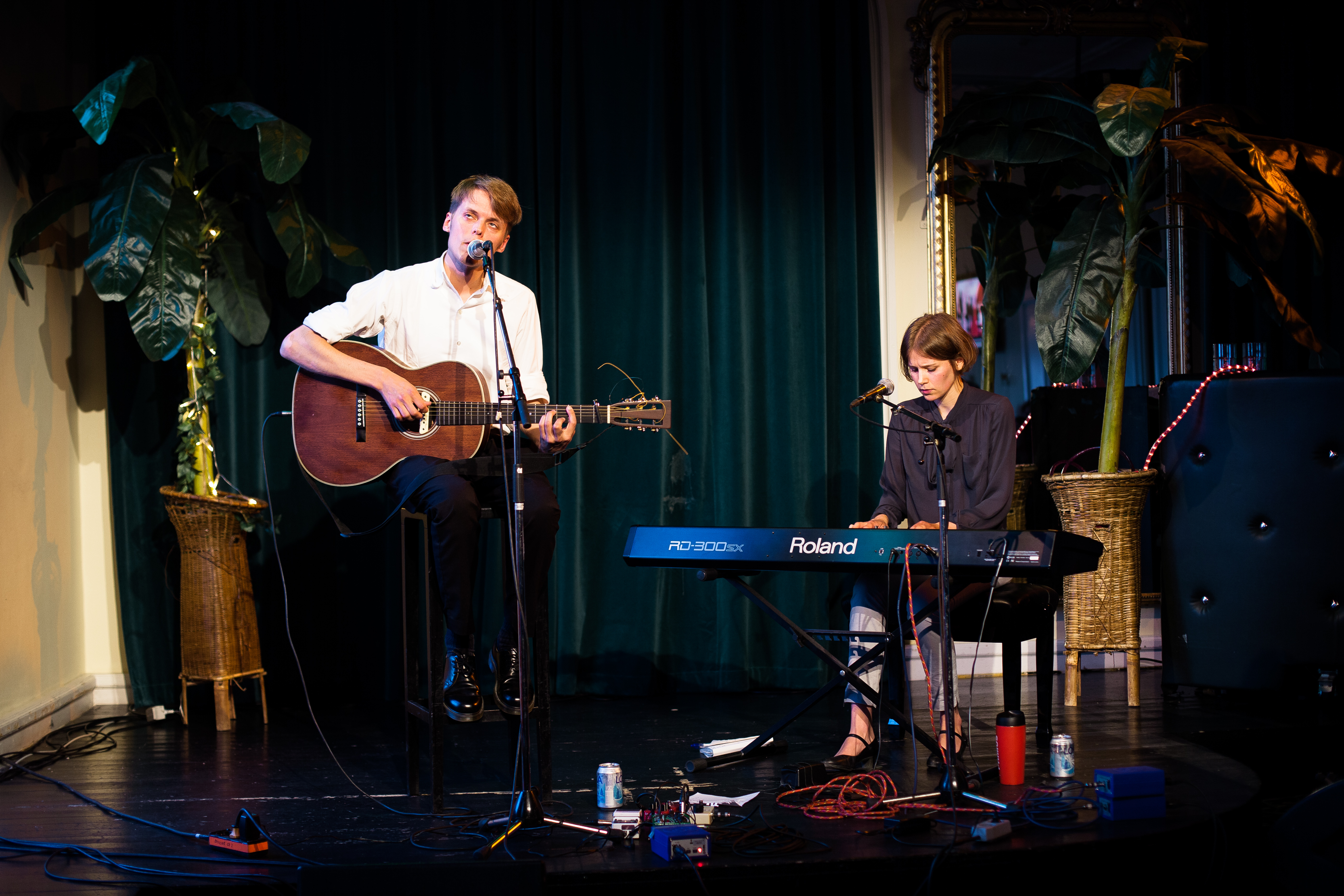
Mattias Björkas och Iiris Viljanen uppträder som Vasas flora och fauna på Södra Teatern 2013.

Viljanen hoppade av projektet efter att debutalbumet spelats in. Vad som ledde till detta är oklart. Björkas beskrev i maj 2015 uppbrottet som ett öppet sår och sade "hon fick bara för sig att det här inte var något hon ville göra mer". När Svenska dagbladets kulturredaktör Adam Svanell försökte komma i kontakt med Viljanen fick han endast ett sms som svar "Känner tyvärr att jag inte kommer kunna svara på några frågor, eftersom jag inte är med i projektet längre. Hoppas du förstår. Med vänliga hälsningar, Iiris."
Björkas valde efter detta att fortsätta projektet med sångerskan Tina Kärkinen och pianisten Daniel Ventus. Kärkinen var under en kort tid med i Björkas engelskspråkiga band Cats on Fire.

## Diskografi

### Släkt med Lotta Svärd
Vasas flora och faunas debutalbum Släkt med Lotta Svärd släpptes 13 maj 2015. Albumet har prisats av kritiker såväl som artister som Mattias Alkberg och Jens Lekman. Skivsläppet firades med en fullsatt gratiskonsert på Scalateatern den 28 maj. Lotta Svärd är namnet på huvudpersonen i en dikt i Johan Ludvig Runebergs nationalepos Fänrik Ståls sägner.

#### Låtlista
1. Gudförälder - 2:17
2. Om jag nånsin far till Jakobstad igen - 3:06
3. Prisma - 3:03
4. Leevi & the Leavings - 3:59
5. Inget att berätta just i kväll - 3:52
6. Nog var han en vän - 3:27
7. Släkt med Lotta Svärd - 3:19
8. Di tror int när jag säger - 3:50
9. Stängningsdax - 4:08
10. Varje lördag - 4:13
11. Åter till Avskyvärld - 3:56

### Veneziansk afton
Vasas flora och faunas andra album Veneziansk afton släpptes 15 september 2017. Veneziansk afton är en högtid som firas i norra Österbotten som avsked till sommaren.

#### Låtlista
1. Vi köper era gamla saker
2. Faros
3. Tesla vill int kom hit
4. Egnahemshus
5. Black Horse
6. Ni får gärna höra av er
7. Invasiv art
8. Min förtvivlan
9. Så hjärtans gärna
10. Ni kan int mena allvar
11. Här på er villa

### Strandgut
Vasas flora och faunas album Strandgut består av elva låtar översatta till tyska från gruppens två tidigare album Släkt med Lotta Svärd och Veneziansk afton. Strandgut släpptes 23 november 2018. Vasas flora och fauna hade i ett par års tid haft idén att översätta sina låtar och tanken blev till verklighet efter inspelningen av Veneziansk afton då gruppen diskuterade saken igen. Översättningen utfördes av två utomstående personer i samarbete med Vasas flora och fauna, vars medlemmar inte studerat tyska.

#### Låtlista
1. Leevi & The Leavings
2. Prisma
3. Tesla kommt nicht mehr her
4. Eine invasive art
5. Er war wohl ein Freund
6. Eigenheimhaus
7. Honda Monkey
8. Faros
9. Wir kaufen eure alten Sachen
10. Patronatin
11. Zapfenstreich

### Möte med skogsgardisterna
Vasas flora och faunas tredje svenskspråkiga album släpptes den 18 april 2020. Skogsgardister är en benämning på desertörer från Finlands armé som under fortsättningskriget 1941–1944 gömde sig i skogarna.

#### Låtlista
1. Kajanaland
2. Vi borde ha stannat på Brändö
3. Ett juni-tåg
4. Livet genom ett fönster
5. Lassie
6. Du skulle inte förebrå mig
7. Årsdag i Köpenhamn
8. Titta på skator
9. Jenny W
10. Det som skulle ha hänt i fjol

### Man blåser bort
Gruppens fjärde svenskspråkiga album släpptes den 25 augusti 2023.

#### Låtlista
1. Du har förändrats
2. Jag och Daniela
3. Ett torg där man blåser bort
4. Jerusalem förstörelse
5. Verksamheten upphör
6. Roland
7. Misty
8. För er går allt i vågor
9. Yttervindar
10. Fint att du tydde dig till mig

### Singlar i samarbete med Folke Nikanor
Tillsammans med musikern Folke Nikanor har Vasas flora och fauna gett ut låtarna Blå Donau (2021), Viking Leonella (2022) samt Vit Eld (2025).